# Confine tra Cina e India

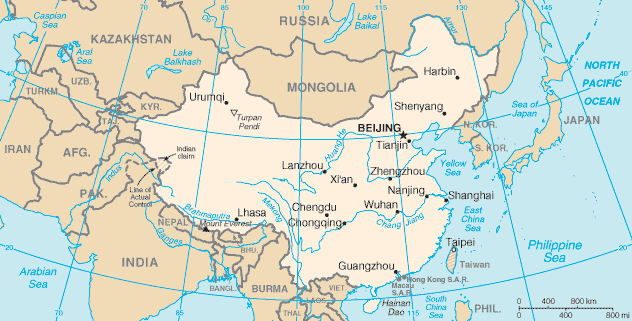
Mappa della Cina con i suoi confini.

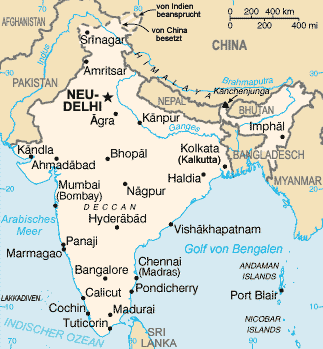
Mappa dell'India.

Il confine tra la Cina e l'India descrive la linea di demarcazione tra i due Stati. Ha una lunghezza di 3.380 km.

## Caratteristiche
Il confine è composto da tre pezzi separati dal Nepal e dal Bhutan. Ad ovest del Nepal il confine corre nell'Himalaya; tra i due Stati la Cina e l'India possiedono un piccolo tratto di confine comune; dopo il Bhutan il confine va fino alla Birmania.

## Contese
Tra le due nazioni vi sono varie dispute sui confini. La Linea McMahon, definita nel 1914, non è riconosciuta dalla Cina. In una lettera datata 7 novembre 1959, il primo presidente della repubblica popolare di Cina, Zhou, propose al primo ministro indiano Nehru che le forze armate delle due parti si ritirassero di 20 chilometri dalla cosiddetta linea McMahon a est e dalla linea fino alla quale ciascuna parte esercita un controllo effettivo a ovest. Nehru respinse la proposta affermando che c'era un completo disaccordo tra i due governi sul territorio posseduto e rivendicato:
(Fisher, Margaret W., "Himalayan battleground; Sino-Indian rivalry in Ladakh
")
Nel 1962 vi fu la guerra sino-indiana che portò all'occupazione cinese dell'Aksai Chin, vasta area rivendicata dall'India. Inoltre l'india rivendica anche una parte del Kashmir, quella occupata dalla Cina e quella occupata dal Pakistan. Nella stessa area c'è anche un conflitto tra il Bhutan e la Cina, perché la Cina appunto vorrebbe una parte del Bhutan.
Nehru si rifiutò nuovamente di riconoscere la linea di controllo nel 1959:
(Neville Maxwell, " India's China War by Neville Maxwell")

Zhou rispose che la LAC era "fondamentalmente ancora la linea di controllo effettivo come esisteva tra le parti cinese e indiana il 7 novembre 1959. Per dirla concretamente, nel settore orientale coincide principalmente con la cosiddetta linea McMahon, e nei settori occidentale e centrale coincide principalmente con la tradizionale linea consuetudinaria che è stata costantemente indicata dalla Cina".
Il termine "LAC" ha ottenuto il riconoscimento legale negli accordi sino-indiani firmati nel 1993 e nel 1996. L'accordo del 1996 afferma: "Nessuna attività di entrambe le parti oltrepasserà la linea di controllo effettivo". Tuttavia, la clausola numero 6 dell'Accordo del 1993 sul mantenimento della pace e della tranquillità lungo la linea di controllo effettivo nelle aree di confine tra India e Cina menziona: "Le due parti concordano che i riferimenti alla linea di controllo effettivo in questo Accordo non pregiudicano le rispettive posizioni sulla questione dei confini".
Il governo indiano sostiene che le truppe cinesi continuano a entrare illegalmente nell'area centinaia di volte all'anno, inclusi avvistamenti aerei e intrusioni. Nel 2013, ci fu uno stallo di tre settimane (incidente di Daulat Beg Oldi del 2013) tra truppe indiane e cinesi a 30 km a sud-est di Daulat Beg Oldi. Fu risolto e sia le truppe cinesi che quelle indiane si ritirarono in cambio di un accordo indiano per distruggere alcune strutture militari a oltre 250 km a sud vicino a Chumar che i cinesi percepivano come minacciose.
Nell'ottobre 2013, India e Cina firmarono un accordo di cooperazione per la difesa del confine per garantire che il pattugliamento lungo la LAC non si trasformasse in un conflitto armato.
Dal 5 maggio 2020, le truppe cinesi e indiane si sono impegnate in attacchi ravvicinati, scontri e scaramucce in località lungo il confine sino-indiano. Ulteriori scontri hanno avuto luogo anche in località nel Ladakh orientale lungo la linea di controllo effettivo (LAC). 
Nell'ottobre 2024, l'India annunciò di aver raggiunto un accordo sulle modalità di pattugliamento lungo la LAC nell'area di confine, che avrebbe portato al disimpegno e alla risoluzione del conflitto di lunga data iniziato nel 2020.